# Mosca felice
Mosca felice è un romanzo incompiuto di Andrej Platonovič Klimentov, pubblicato postumo nel 1991.

## Storia Editoriale
Nonostante compaia nelle pagine dei taccuini platonoviani sin dal 1932, la sua stesura subisce frequenti interruzioni causate da un viaggio intellettuale in Turkmenistan e impegni lavorativi presso il Trust delle bilance, dei pesi e delle misure, a cui l’autore si presta; fino a giungere al 1938, anno di definitivo abbandono dell’opera, dovuto all'arresto del figlio quindicenne accusato di spionaggio, che turba animo e spirito compositivo di Platonov. 
Nel 1937, inspirato dall’itinerario radisceviano nella realtà sovietica, Platonov inizia la stesura del romanzo-itinerario “Viaggio da Leningrado a Mosca” di cui, alcuni indizi sembrano dimostrare, “Mosca felice” avrebbe dovuto costituire la prima parte, che Platonov contava di pubblicare nel 1938. Tuttavia, i negativi avvenimenti politici che videro come protagonista il figlio Platon, resero le opere platonoviane in fase di componimento dei totali incompiuti. 

## Trama
Mosca è una bambina di soli sei anni che, senza legame con gli avi, cresce in orfanotrofio. Diventata adulta, dopo un primo matrimonio da cui fugge, conosce il geometra e urbanista Božko disposto a sovvenzionarle gli studi presso la scuola di aeronautica. Innamorata del contatto con la natura, a cui tenta di approcciarsi per rievocare il ricordo dei propri cari, è un’ottima paracadutista ma viene allontanata dalla scuola in seguito a un’imprudenza compiuta durante un lancio con il paracadute. Mosca si reca spesso dal proprio benefattore e continua a farlo, anche se più sporadicamente, dopo l’allontanamento dalla scuola di aeronautica. È durante uno di questi incontri che l’uomo le rivela il proprio amore. Dopo l’esperienza di istruttrice nello stesso istituto in cui ha studiato aeronautica, l’organizzazione del Komsomol assegna la Čestnova presso il Commissariato temporaneo di quartiere, per correggere errori e omissioni nei libri di matricola. In quegli uffici avviene il primo incontro con Komjagin che, per motivi lavorativi e spinta da un insolito istinto, Mosca si reca a trovare presso l’abitazione dell’uomo. Quest’ultima si trova in un caseggiato di periferia, ubicato vicino a un Istituto di medicina sperimentale, in cui lavora il giovane Sambikin, tirocinante in chirurgia; anch’egli, dopo un solo incontro con la protagonista se ne innamora. 
Sono le cene del Komsomol quelle in cui Mosca inizia ad essere il centro dell’attenzione di molti uomini, tra cui anche il giovane Sartorius, ingegnere meccanico che Mosca presenta, in seguito, a Božko come possibile candidato a un impiego al Trust dei pesi e delle misure. 
All’alba di una mattina, camminando per la capitale, lo sguardo di Mosca è attirato da un cartello affisso dinanzi alla porta d’ingresso della metro che recita: “Ragazzi e ragazze del Komsomol! Venite a costruire la metro”; Mosca vi entrò per contribuire alla realizzazione di quel radioso futuro comunista. Alle ore due di una notte invernale, tuttavia, il segnale di emergenza in una delle gallerie della metro entrò in funzione e una giovane operaia venne portata in superficie con gravissime lesioni alla gamba destra. La notte stessa la donna venne portata in un istituto di medicina sperimentale per essere operata il giorno seguente. L’indomani sul tavolo della sala operatoria un giovane tirocinante di nome Sambikin trovò la propria amata distesa in gravissime condizioni ma, seppur in quello stato, lui non riesce a vedere altro se non la straordinaria bellezza della donna. Mosca guarì e si trasferì presso l’abitazione di Komjagin fino a una nuova fuga senza lasciare tracce di se.

## La figura di Mosca
Il romanzo è ispirato alla figura di Mosca, instancabile viandante nell'immensità del prostor russo che, perfetta rappresentante dei suoi coetanei figli della rivoluzione, non ha alcun rapporto con il passato se non il ricordo di un uomo con una torcia in mano che corre in una autunnale notte russa. Uno sparo squarcia l’assordante silenzio e l’eco prodotto assorbe come un turbine i ricordi di Mosca. Quella non è una notte qualunque, è la notte che segna l’inizio della Rivoluzione russa.
Priva di legami con il passato e dimentica persino delle proprie generalità, condotta in orfanotrofio, alla protagonista vengono assegnati dei nuovi dati anagrafici: Mosca, in onore dell’omonima città; Ivanovna, in onore di Ivan, soldato dell’Armata Rossa, morto in combattimento; Čestnova, dal russo čest, onestà, in segno dell’onestà d’animo del suo cuore. Divenuta donna, la Čestnova, passa nella vita di molti uomini, tutti vorrebbero fermarla e renderla propria, ma solo uno vi riesce: il riservista Komjagin, a cui Mosca si lega indissolubilmente fino a quel “E si potrebbe essere tratti in inganno” con cui il romanzo s’interrompe bruscamente. Dal momento del loro prima incontro presso il commissariato militare, Mosca è certa che quell'uomo rappresenti il proprio futuro, ma scoprirà solo in seguito che Komjagin rappresenta anche l’unico suo legame con il passato: è lui l’uomo con la torcia in mano che correva nel buio autunnale delle campagne russe agli esordi della rivoluzione rossa.
Nel romanzo è possibile notare l’evoluzione del personaggio di Mosca, la cui vita è descritta a partire dall'infanzia, dall'onestà dei suoi sei anni di cui il suo nome si fa carico da quando entra in orfanotrofio e a cui il suo animo di persona e donna libera si oppone e ribella. Mosca libera le briglie del proprio amore ed entra a far parte del quotidiano di molti uomini per poi dedicare la propria vita alla condivisione dell’esistenza con l’uomo unica sua ancora del passato.

## Personaggi
- Mosca Ivanovna Čestnova: protagonista, nucleo del romanzo attorno a cui tutto gira.
- Viktor Vasil’evič Božko: l’uomo che porta Mosca al successo, sovvenzionandole gli studi presso la scuola di aeronautica. È un geometra e urbanista, impegnato nel sociale.
- Komjagin: riservista conosciuto da Mosca durante il proprio lavoro presso il commissariato militare di quartiere. Una volta conosciuti, i due si innamorano e sposano. Una sera è proprio Komjagin a rivelare alla donna di essere l’uomo dei suoi ricordi.
- Sambikin: giovane tirocinante in chirurgia presso l’Istituto di medicina sperimentale, ubicato di fronte al caseggiato in cui abita Komjagin. Una volta conosciuta Mosca se ne innamora ed è lui stesso ad operarla in seguito a un incidente in metro che costa una gamba alla donna.
- Semën Alekseevič Sartorius: ingegnere meccanico conosciuto da Mosca in occasione di una cena del Komsomol. Anche lui si innamora di Mosca e riesce a entrare nella vita sentimentale della donna.